# 巴特贝尔卡
巴特贝尔卡（德語：Bad Berka，發音：[baːt ˈbɛʁka] ⓘ）是德国图林根州魏玛地区县的城市，面积55.32平方千米，2023年12月31日人口为7,385人。